# 大卫·劳普
大卫·劳普（英語：David M. Raup，1933年4月24日—2015年7月9日）是一名美国古生物学家，曾任教于加州理工、约翰·霍普金斯大学、罗彻斯特大学和芝加哥大学。他和芝加哥大学的同事傑克·塞科斯基一起对灭绝事件进行了大量研究，1994年退休，2015年因肺炎离世，主要作品有《灭绝》（Extinction: Bad Genes or Bad Luck?）等，小行星9165是以他的名字命名的。